# Могучие рейнджеры: Турбо
Могучие рейнджеры: Турбо (англ. Power Rangers Turbo) — пятый, юбилейный сезон популярного американского телесериала «Могучие рейнджеры», основанный на двадцатом, юбилейном сезоне японского телесериала «Super Sentai». «Гоночный отряд — Кар рейнджеры». Является прямым продолжением второго фильма франшизы, Турборейнджеры.

## Сюжет
Томми, Адам, Таня и Кэтрин готовятся к школьному выпускному. Тем временем, жаждущая мести за испорченную свадьбу, злая пиратская королева Диватокс вместе со своими приспешниками прилетает на Землю. В качестве места дислокации своей субмарины она выбирает озеро в окрестностях Энджел Гроув и оттуда организовывает атаки на город. Итогом одной из таких атак стало превращение Толстого и Тонкого в шимпанзе вплоть до смены команды рейнджеров. Зордон вместе с Альфой 5 вынужден покинуть Командный Центр и отправиться на свою родную планету Элтар для защиты её от вторжения злых сил. Новым наставником рейнджеров становится прибывшая с планеты Инкьюрис Димитрия, а все технические вопросы поручаются представителю следующего поколения роботов Альфе 6. Вскоре к рейнджерам прибывает новый союзник — Синий Центурион. Его миссия — передать рейнджерам послание о том, что вскоре Диватокс объединится со злодеями прошлых лет для совместного захвата Вселенной. Однако это сообщение благодаря Диватокс доходит до адресатов в искажённом виде.
Вскоре рейнджеры-ветераны принимают решение вернуться к нормальной жизни и передают свои силы четверым преемникам. Ими становятся Ти Джей, Карлос, Эшли и Кесси. Вместе с уже освоившемся в деле защиты планеты от зла Джастином, Синим Центурионом и новым союзником — Фантомом Рейнджером они продолжают успешно нарушать коварные планы Диватокс и её брата Генерала Хавока. Однако пиратская королева не сдаётся и посылает на рейнджеров самого сильного из когда-либо существовавших монстров — Голдгойла. Ценой всех своих Мегазордов рейнджерам всё же удаётся одержать над ним победу. Димитрия и Синий Центурион отправляются на Элтар для оказания помощи Зордону. Их отбытие замечают слоняющиеся без дела по пустыне Элгар и Рэйгог и, тем самым, находят местоположение Командного Центра Турбо Рейнджеров. Диватокс собирает всю свою армию пираньятронов и устраивает самую масштабную атаку на своих противников. В результате отчаянных боёв Командный Центр пал, а сами рейнджеры теряют свои Силы. Но их история на этом не заканчивается, так как герои отправляются в глубины космоса, чтобы там противостоять более мощному злу.

## Персонажи

### Рейнджеры

#### Оригинальная команда
- Томми Оливер — первый Красный Турбо Рейнджер и лидер команды. Ранее был Зелёным Рейнджером, Белым Рейнджером и Красным Зео Рейнджером. Роль играет Джейсон Дэвид Фрэнк.
- Джастин Стюарт — Синий Турбо Рейнджер. Был выбран Зордоном как замена Рокки Де Сантоса, когда тот получил травму на соревновании по боевым искусствам. Роль играет Блейк Фостер.
- Адам Парк — первый Зелёный Турбо Рейнджер. Ранее был вторым Чёрным Рейнджером и Зелёным Зео Рейнджером. Роль играет Джонни Йонг Бош.
- Таня Слоан — первый Жёлтый Турбо Рейнджер. Ранее была Жёлтым Зео Рейнджером. Роль играет Некия Барриз.
- Кэтрин «Кэт» Хиллард — первый Розовый Турбо Рейнджер. Ранее была вторым Розовым Рейнджером и Розовым Зео Рейнджером. Является любовным интересом Томми Оливера. Роль играет Кэтрин Сазерленд.

#### Преемники
- Теодор Джей «Ти Джей» Джарвис Джонсон — второй Красный Турбо Рейнджер и лидер команды. Роль играет Селвин Уорд.
- Карлос Валерте — второй Зелёный Турбо Рейнджер. Роль играет Роджер Веласко
- Эшли Хаммонд — второй Жёлтый Турбо Рейнджер. Роль играет Трэйси Линн Круз.
- Кесси Чен  — второй Розовый Турбо Рейнджер. Роль играет Патриция Джа Ли.

### Союзники
- Зордон — главный наставник Могучих Рейнджеров. В начале сезона Зордон и Альфа 5 отправляются на Эльтар, чтобы защитить его от атаки. Роль озвучивает Роберт Л. Манахан.
- Альфа 5 — В начале сезона Альфа 5 и Зордон отправляются на Эльтар, чтобы защитить его от атаки. Роль озвучивает Ричард Стивен Хорвиц.
- Рокки Де Сантос — Бывший второй Красный Рейнджер и Синий Зео Рейнджер. Роль играет Стив Карденас.
- Димитрия — родная планета Димитрии — Инкуирус. Преемница Зордона после его отбытия на Эльтар. Роль играет Кэрол Хойт.
- Альфа 6 — преемник Альфы 5. Роль озвучивает Катерина Лючани.
- Леригот — помогает Зордону и Альфе 5 добраться до Элдара. Роль озвучивает Лекс Лэнг (не указан в титрах).
- Джейсон Ли Скотт — бывший оригинальный Красный Рейнджер и второй Золотой Зео Рейнджер. Роль играет Остин Сент-Джон.
- Кимберли Харт — оригинальный Розовый Рейнджер. Роль играет Эми Джо Джонсон.
- Синий Центурион — межгалактический офицер полиции из будущего. Роль озвучивает Дэвид Уолш (не указан в титрах до эпизода «Несчастный случай»)
- Фаркас «Балк» Балкмайер и Юджин «Скалл» Скаллович — два хулигана в средней школе Энджел Гроув. Роли играют Пол Шрайер (Балк) и Джейсон Нарви (Скалл).
- Лейтенант Джером Б. Стоун — новый владелец Молодёжного центра Энджел Гроув. Роль играет Грегг Буллок.
- Фантом Рейнджер — таинственный Рейнджер, чьи силы исходят от Эльтара. Роль озвучивает Алекс Додд.
- Рейнджеры-роботы — Роботизированные версии Турбо Рейнджеров, созданные Зордоном и протестированные на Земле против Филм Фрика и Вольтмайстера. Роли играют те же актёры, что и Турбо Рейнджеров.

### Антагонисты
- Диватокс — космический пират и главная антагонистка сериала. Роль играют Кэрол Хойт и Хилари Шеперд.
- Элгар — глупый племянник Диватокс и Генерал Хавока. Роль озвучивает Дерек Стивен Принц.
- Рэйгог — Слуга-мутант Диватокс. Роль озвучивает Лекс Лэнг.
- Порто — главный советник Диватокс. Роль озвучивает Скотт Пейдж-Пэгтер.
- Мама Д. — мать Диватокс, Генерала Хавока и неизвестного третьего ребёнка (неназваного родителя Элгара) и бабушка Элгара. Роль играет Кэрол Уайт.
- Генерал Хавок — сын Мамы Д., брат Диватокс и дядя Элгара. Роль озвучивают Ричард Кансино и Том Уайнер.
- Пираньятроны — похожие на пираний солдаты Диватокс.
- Путраподы — похожие на стегозавров солдаты Диватокс.
- Хромиты — солдаты Генерала Хавока.

## Эпизоды
| № общий | № в сезоне | Название                                                                         | Режиссёр           | Автор сценария                  | Дата премьеры    |
| ------- | ---------- | -------------------------------------------------------------------------------- | ------------------ | ------------------------------- | ---------------- |
| 206     | 1          | «Турбо рейнджеры, часть 1» «Shift Into Turbo, Part I»                            | Дуглас Слоун       | Дуглас Слоун                    | 19 апреля 1997   |
| 207     | 2          | «Турбо рейнджеры, часть 2» «Shift Into Turbo, Part II»                           | Дуглас Слоун       | Дуглас Слоун                    | 26 апреля 1997   |
| 208     | 3          | «Турбо рейнджеры, часть 3» «Shift Into Turbo, Part III»                          | Дуглас Слоун       | Дуглас Слоун                    | 30 апреля 1997   |
| 209     | 4          | «Рейнджеры тени» «Shadow Rangers»                                                | Джудд Линн         | Марк Хоффмейер                  | 1 мая 1997       |
| 210     | 5          | «Трансмиссия невыполнима» «Transmission Impossible»                              | Аль Уинчелл        | Барбара А. Оливер и Тони Оливер | 2 мая 1997       |
| 211     | 6          | «Гонка престижа» «Rally Ranger»                                                  | Аль Уинчелл        | Джеки Маршан                    | 5 мая 1997       |
| 212     | 7          | «Сделано для скорости» «Built for Speed»                                         | Джудд Линн         | Ральф Солль                     | 6 мая 1997       |
| 213     | 8          | «Велосипед в подарок синему» «Bicycle Built for the Blues»                       | Джудд Линн         | Шелл Даниэльсон                 | 7 мая 1997       |
| 214     | 9          | «Всё ложь» «The Whole Lie»                                                       | Аль Уинчелл        | Марк Литтон                     | 8 мая 1997       |
| 215     | 10         | «Жезл могущества» «Glyph Hanger»                                                 | Пол Шрайер         | Стивен Дж. Уэллер               | 10 мая 1997      |
| 216     | 11         | «Взвесь, и узнаешь» «Weight and See»                                             | Пол Шрайер         | Питер Элвелл                    | 12 мая 1997      |
| 217     | 12         | «Тревожный и опасный» «Alarmed and Dangerous»                                    | Пол Шрайер         | Бретт Борн                      | 13 мая 1997      |
| 218     | 13         | «Послание из другого тысячелетия» «The Millennium Message»                       | Ларри Литтон       | Марк Литтон                     | 17 мая 1997      |
| 219     | 14         | «Воля к победе» «A Drive to Win»                                                 | Ларри Литтон       | Джеки Маршан                    | 19 мая 1997      |
| 220     | 15         | «Восстание машин» «Cars Attacks»                                                 | Джудд Линн         | Дуглас Слоун                    | 20 мая 1997      |
| 221     | 16         | «Дорогая, я уменьшил рейнджеров, часть 1» «Honey, I Shrunk the Rangers, Part I»  | Джудд Линн         | Шелл Даниэльсон                 | 21 мая 1997      |
| 222     | 17         | «Дорогая, я уменьшил рейнджеров, часть 2» «Honey, I Shrunk the Rangers, Part II» | Коити Сакамото     | Шелл Даниэльсон                 | 9 сентября 1997  |
| 223     | 18         | «Пронести факел, часть 1» «Passing the Torch, Part I»                            | Шуки Леви          | Шуки Леви и Шелл Даниэльсон     | 10 сентября 1997 |
| 224     | 19         | «Пронести факел, часть 2» «Passing the Torch, Part II»                           | Шуки Леви          | Шуки Леви и Шелл Даниэльсон     | 11 сентября 1997 |
| 225     | 20         | «Законы моды» «Stitch Witchery»                                                  | Блэр Трэ           | Джудд Линн                      | 12 сентября 1997 |
| 226     | 21         | «Повороты судьбы» «The Wheel of Fate»                                            | Блэр Трэ           | Джеки Маршан                    | 15 сентября 1997 |
| 227     | 22         | «Неприятности из-за пиццы» «Trouble by the Slice»                                | Юрий Александр     | Джудд Линн                      | 16 сентября 1997 |
| 228     | 23         | «Помощь пришельца» «The Phantom Phenomenon»                                      | Блэр Трэ           | Джудд Линн                      | 17 сентября 1997 |
| 229     | 24         | «Исчезновение» «Vanishing Act»                                                   | Юрий Александр     | Джон Флетчер                    | 18 сентября 1997 |
| 230     | 25         | «Когда время застывает» «When Time Freezes Over»                                 | Юрий Александр     | Джудд Линн                      | 19 сентября 1997 |
| 231     | 26         | «Поражение» «The Darkest Day»                                                    | Стив Марковиц      | Джон Флетчер                    | 22 сентября 1997 |
| 232     | 27         | «Последняя надежда» «One Last Hope»                                              | Стив Марковиц      | Джудд Линн                      | 23 сентября 1997 |
| 233     | 28         | «Падение Фантома» «The Fall of the Phantom»                                      | Стив Марковиц      | Джудд Линн                      | 25 сентября 1997 |
| 234     | 29         | «Битва мегазордов» «Clash of the Megazords»                                      | Стив Марковиц      | Бретт Борн                      | 26 сентября 1997 |
| 235     | 30         | «Рейнджеры-роботы» «The Robot Ranger»                                            | Ларри Литтон       | Джон Флетчер                    | 3 октября 1997   |
| 236     | 31         | «Бойся третьего желания» «Beware the Third Wish»                                 | Ларри Литтон       | Джудд Линн                      | 17 октября 1997  |
| 237     | 32         | «Садовник зла» «The Gardener of Evil»                                            | Ларри Литтон       | Джудд Линн                      | 20 октября 1997  |
| 238     | 33         | «Пожар в резервуаре» «Fire in Your Tank»                                         | Стив Марковиц      | Джон Флетчер                    | 30 октября 1997  |
| 239     | 34         | «Поворот гаечного ключа» «The Turn of the Wretched Wrench»                       | Стив Марковиц      | Джон Флетчер                    | 31 октября 1997  |
| 240     | 35         | «Лесной дух» «Spirit of the Woods»                                               | Стив Марковиц      | Джудд Линн                      | 3 ноября 1997    |
| 241     | 36         | «Путаная песня» «The Song of Confusion»                                          | Блэр Трэ           | Джон Флетчер                    | 7 ноября 1997    |
| 242     | 37         | «Несчастный случай» «The Accident»                                               | Блэр Трэ           | Джон Флетчер                    | 10 ноября 1997   |
| 243     | 38         | «Лучший друг Кесси» «Cassie's Best Friend»                                       | Блэр Трэ           | Джудд Линн                      | 11 ноября 1997   |
| 244     | 39         | «Кручёный мяч» «The Curve Ball»                                                  | Лоуренс Л. Симеоне | Джудд Линн                      | 12 ноября 1997   |
| 245     | 40         | «Карлос и граф» «Carlos and the Count»                                           | Лоуренс Л. Симеоне | Джон Флетчер                    | 13 ноября 1997   |
| 246     | 41         | «Маленький силач» «Little Strong Man»                                            | Либерти Голдман    | Джеки Маршан                    | 14 ноября 1997   |
| 247     | 42         | «Рейнджеры-соперники» «The Rival Rangers»                                        | Джудд Линн         | Джудд Линн                      | 17 ноября 1997   |
| 248     | 43         | «Кто украл посылки?» «Parts and Parcel»                                          | Либерти Голдман    | Джон Флетчер                    | 18 ноября 1997   |
| 249     | 44         | «Космические гонки, часть 1» «Chase Into Space, Part I»                          | Джудд Линн         | Джудд Линн                      | 21 ноября 1997   |
| 250     | 45         | «Космические гонки, часть 2» «Chase Into Space, Part II»                         | Джудд Линн         | Джудд Линн                      | 24 ноября 1997   |